# Åke Franzén (konstnär)
Åke Franzén, född 1952, är en svensk målare och tecknare, bosatt och verksam i Karlskrona, Blekinge.